# Barenaked Ladies
Barenaked Ladies, souvent abrégé BNL ou occasionnellement BnL, est un groupe de rock alternatif canadien, originaire de Scarborough, en banlieue de Toronto, en Ontario. Leurs albums sont parmi les plus vendus en Amérique du Nord[réf. nécessaire]. Ils sont connus pour leurs tubes One Week, Pinch Me, If I Had $1000000 et Brian Wilson, ainsi que pour leur style de concert léger et comique. Leur marque de fabrique pendant la plupart de leurs concerts consiste en de petits discours comiques entre les chansons, ainsi que des chansons (parfois des raps) complètement improvisées. Ils sont aussi les interprètes du générique de la série américaine The Big Bang Theory avec leur single History of Everything. Ils font également une apparition dans la série Charmed, en jouant au ''P3'', la boîte de nuit appartenant aux sœurs Halliwell, dans l'épisode 1 de la saison 3.

## Biographie

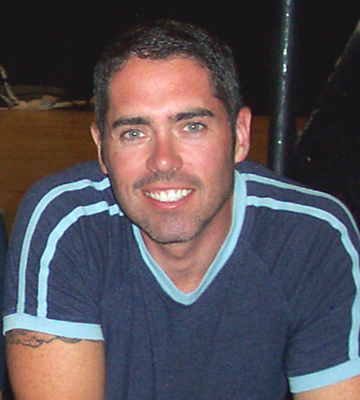
Ed Robertson en 2005.

Barenaked Ladies commence comme un duo composé d'Ed Robertson et de Steven Page. Ils se connaissent depuis le collège du Churchill Heights Public School, mais ne deviendront pas amis avant de se revoir dans un restaurant Harvey's après un concert de Peter Gabriel. Tous les deux passionnés de Gabriel, ils se lient d'amitié et commencent à jouer ensemble. Steve se trouvera impressionné par la capacité d'Ed à harmoniser.
Page et Robertson iront ensuite à un concert de Bob Dylan. Lassés par le concert, ils font semblant d'être critiques de rock, s'inventant des histoires et commentaires sur le groupe de Dylan. Ils inventeront aussi des surnoms comme Barenaked Ladies,.
Après avoir adopté ce nom, ils jouent leur premier concert le 1er octobre 1988.
Page et Robertson continuent de jouer et d'écrire ensemble. La première cassette du groupe, Buck Naked (1989), est enregistrée sur un magnétophone à cassettes. Le duo suivra le groupe Corky and the Juice Pigs.

## Membres

### Membres actuels
- Jim Creeggan - basse
- Kevin Hearn - claviers
- Ed Robertson - guitare, chant
- Tyler Stewart - batterie

### Anciens membres
- Andy Creeggan - claviers, percussions
- Steven Page - guitare, chant

## Discographie

### Albums studio
- 1992 : Gordon
- 1994 : Maybe You Should Drive
- 1996 : Born On A Pirate Ship
- 1998 : Stunt
- 2000 : Maroon
- 2003 : Everything to Everyone
- 2004 : Barenaked for the Holidays
- 2006 : Barenaked Ladies Are Me
- 2007 : Barenaked Ladies Are Men
- 2008 : Snacktime!
- 2010 : All In Good Time
- 2013 : Grinning Streak
- 2015 : Silverball
- 2017 : Fake Nudes
- 2021 : Detour de Force
- 2023 : In Flight

### Compilations & Live
- 1996 : Rock Spectacle (Concert enregistré à Chicago et à Montréal)
- 2001 : Disc One: All Their Greatest Hits 1991-2001
- 2011 : Hits From Yesterday and the Day Before
- 2017 : Ladies and Gentlemen: Barenaked Ladies and The Persuasions (Concert enregistré à Torento en 2016)